# Мартинес, Армандо
Арма́ндо Марти́нес Лиме́нду (исп. Armando Martínez Limendu; 29 августа 1961, Махагуа) — кубинский боксёр средней весовой категории, выступал за сборную Кубы в 1980-е годы. Чемпион летних Олимпийских игр в Москве, серебряный призёр чемпионата мира, победитель многих международных турниров и национальных первенств.

## Биография
Армандо Мартинес родился 29 августа 1961 года в городе Махагуа, провинция Сьего-де-Авила. Активно занимался боксом с десяти лет под руководством дяди Мануэля Хусто, затем продолжил подготовку в детской спортивной школе города Камагуэй. Первого серьёзного успеха на ринге добился в возрасте восемнадцати лет, когда в первом среднем весе занял на чемпионате Кубы второе место — с этого момента стал попадать в основной состав национальной сборной и ездить с ней на крупные международные турниры.
Благодаря череде удачных выступлений удостоился права защищать честь страны на летних Олимпийских играх 1980 года в Москве, где победил всех своих соперников в средней весовой категории (в том числе советского боксёра Александра Кошкина в финале) и завоевал золотую олимпийскую медаль. Год спустя одержал победу на Кубке мира в Монреале.
В 1982 году Мартинес побывал на чемпионате мира в Мюнхене — в финале вновь встретился с Кошкиным, но на этот раз победить ему не удалось. Впоследствии продолжал выходить на ринг вплоть до 1989 года, стал чемпионом Центральной Америки и Карибского бассейна, выиграл несколько местных турниров, но выдающихся достижений уже не показывал, в частности, не соревновался на Олимпийских играх 1984 и 1988 годов по причине объявленного Кубой бойкота. Из-за многочисленных травм уже не мог выступать, но бокс не покинул, став детским тренером — подготовил многих талантливых боксёров, в том числе двоих сыновей, которые решили пойти по стопам отца. В соответствии с голосованием болельщиков Армандо Мартинес попал в число ста лучших спортсменов страны в XX веке.